# قرنفلاوية
القرنفلاوية (الاسم العلمي: Caryophylleae) هي قبيلة من النباتات تتبع فصيلة القرنفلية من الرتبة القرنفليات.

## أجناس القرنفلاوية
- القرنفل (الاسم العلمي:Dianthus)
- البقرية (الاسم العلمي:Vaccaria)
- الجصية (الاسم العلمي:Gypsophila)
- الصابونية (الاسم العلمي:Saponaria)
- الفرينيلة (الاسم العلمي:Phrynella)
- الفيلزية (الاسم العلمي:Velezia)
- (الاسم العلمي:Acanthophyllum)